# Braken (lichaamsfunctie)
Braken, overgeven of emesis is het verwijderen van voedsel en andere stoffen uit de maag door de mond en soms de neus. Braken wordt gestuurd door het braakcentrum, dat gelegen is in de hersenstam. De genuttigde spijs wordt dan door de mond weer teruggebracht, meestal is dit vermengd met maagzuur.

## Oorzaken
Overgeven wordt veroorzaakt door activatie van chemische receptoren in de hersenen. Deze receptoren liggen bovendien buiten de bloed-hersenbarrière, waardoor chemische stoffen in het bloed het overgeven kunnen remmen of uitlokken. Wanneer deze receptoren worden geprikkeld zal dit aanvankelijk leiden tot misselijkheid en ten slotte tot overgeven.
Oorzaken kunnen onder andere zijn:
- reisziekte;
- stress;
- de concentratie van een stof in het bloed overschrijdt een bepaalde drempelwaarde. Vaak zijn dit lichaamsvreemde giftige stoffen zoals alcohol;
- Ontwenningsverschijnselen
- zuurstofgebrek;
- zeer hevig hoesten;
- lang aanhoudende hik;
- zware pijn elders;
- infecties in het spijsverteringsstelsel of voedselvergiftiging;
- stralingsziekte;
- voedsel dat klem zit in de slokdarm;
- opzettelijk uitgelokt (bijvoorbeeld bij boulimia nervosa);
- zwangerschap;
- bepaalde geuren, taferelen, smaken of gedachtenassociaties.

Overgeven kan worden gezien als een poging van het lichaam een schadelijke stof kwijt te raken. Wanneer bijvoorbeeld de concentratie van alcohol in het bloed gevaarlijke waarden dreigt te naderen braakt het lichaam de nog in de maag aanwezige alcohol uit, zodat ten minste niet meer van deze schadelijke stof wordt opgenomen. Bovendien zal het de gebruiker ertoe dwingen voorlopig te stoppen met het consumeren van deze stof.

## Verloop
Overgeven kan worden onderscheiden in twee fasen. In de eerste fase wordt nog niets uitgescheiden maar kondigen misselijkheid en oprispingen het overgeven al wel aan. Het overgeven kan in sommige gevallen nog worden onderdrukt, en soms vermeden. Wanneer men weet welke omstandigheid tot misselijkheid heeft geleid en deze omstandigheid uit de weg gaat, zal in sommige gevallen de misselijkheid en daarmee de neiging tot overgeven verdwijnen. Deze fase verloopt soms zeer snel en zonder oprispingen waardoor het overgeven (vrijwel) onaangekondigd plaatsvindt.
Wanneer de tweede fase is aangebroken kan het braken niet meer worden tegengehouden of vermeden. De maagspieren persen de maaginhoud dan zeer krachtig naar buiten. De bewegingen worden op een gegeven moment onwillekeurig en kunnen niet meer onderdrukt worden, ook al bevindt men zich niet op een plaats waar men kan overgeven. Wanneer men dit met geweld probeert te onderdrukken door bijvoorbeeld de mond te sluiten en de handen ervoor te houden, zal de maaginhoud desnoods door de neus naar buiten spuiten.
Het braakcentrum zal bij overgeven het ortho- en parasympathisch zenuwstelsel en uiteindelijk de motoriek aansturen, wat zal leiden tot het volgende.
- Misselijkheid, vaak geleidelijk maar soms ook acuut opkomend. Men gaat zweten en het hartritme gaat omhoog.
- In sommige gevallen wordt het braken voorafgegaan door een of meerdere zure oprispingen;
- Verhoogde speekselproductie om de tanden te beschermen tegen het zure braaksel.
- Zwaar ademen om verstikking in eigen braaksel te voorkomen.
- Antiperistaltische bewegingen: de maag en slokdarmspieren persen via omgekeerde en zeer krachtige peristaltische bewegingen de maaginhoud naar de mond.
- Het strotklepje sluit zich zodat braaksel niet in de longen kan lopen.
- Door te pogen te ademen met gesloten strotklepje ontstaat tevens een lage druk in de mond waardoor de maaginhoud naar boven komt.

Ten gevolge hiervan zal men uiteindelijk gaan overgeven, en in meerdere golven zal de voedselbrij omhoog komen en uitgespuugd worden. Vrijwel direct na het overgeven zal men zich stukken beter voelen, naar aangenomen wordt door het afgeven van endorfine aan het bloed. Wanneer de oorzaak hiermee is weggenomen (bijvoorbeeld bedorven eten dat is uitgebraakt) zal dit blijvend zijn. Zo niet (bijvoorbeeld bij ziekte), dan zullen na kortere of langere tijd opnieuw misselijkheid en braakneigingen volgen. De sterke spierbewegingen kunnen spierpijn veroorzaken, met name bij mensen die weinig lichaamsbeweging hebben of wanneer het overgeven veelvuldig achtereen plaatsvindt.

## Inhoud
Braaksel bestaat meestal uit voedselresten met maagsap. Dit sap is zeer zuur en bevordert chronisch tandbederf omdat het het tandglazuur aantast. Bovendien tast het de wand van de slokdarm en neus- en mondholte aan, en veroorzaakt daardoor een branderig gevoel.
Wanneer het braken meerdere malen achter elkaar plaatsvindt is de maag leeg en komt er vrijwel niets meer naar buiten. In zulke gevallen kan het voorkomen dat men gal opbraakt. Dit is door de hevige spierbewegingen uit de twaalfvingerige darm naar boven geperst.
Bloed in het braaksel (hematemese) is vrijwel altijd een teken dat er iets mis is. Het kan oud gestold bloed betreffen, dat bruinig is en lijkt op koffiedik. Na een keelingreep als het knippen van de amandelen komt dit weleens voor, het is dan na de ingreep ingeslikt bloed. Wanneer vers (rood) bloed wordt uitgebraakt betreft het altijd een medisch noodgeval en is directe behandeling noodzakelijk.
In sommige zeer zeldzame gevallen bevindt zich 'ontlasting' in het braaksel, dit heet fecaal braken. Dit is voedsel dat afkomstig is uit de dunne of dikke darm en dat in verre staat van vertering verkeert. In zulke gevallen wordt het voedseltransport in de darmen geblokkeerd door bijvoorbeeld een verstopping, verkleving of tumor. Aan het daadwerkelijk overgeven van ontlasting gaan vaak klachten zoals hevige buikpijn en naar ontlasting stinkende oprispingen vooraf. Ook dit geldt als een medisch noodgeval.

## Bewust braken
Braken kan bewust uitgelokt worden (zoals bij anorexia/boulimia nervosa) door een vinger of ander kriebelig voorwerp diep in de keelholte te forceren. Dit veroorzaakt een slokdarmreflex, omdat het lichaam denkt dat hier voedsel klem zit. Het wordt gedaan om van misselijkheid af te komen of wanneer men zich niet goed voelt en wil voorkomen dat men op een later moment dat het minder goed uitkomt moet braken. Wanneer men overmatig alcohol consumeert, kan dit ook leiden tot braken. Vaak voelt men zich na het (al dan niet zelf geforceerde) overgeven beter en kan men weer verdergaan waarmee men bezig was.
De oude Romeinen staken bij banketten soms veren in hun keel zodat ze met een lege maag verder konden schransen. Veelvuldig braken brengt schade toe aan de infrastructuur van het lichaam. De slokdarmreflex (de natuurlijke slikbeweging) wordt ontregeld en het maagsap (met daarin het agressieve zoutzuur en de verteringsenzymen pepsine en lipase) verbrandt de slokdarm en tast het tandglazuur aan. Dit heeft tevens een naar, branderige gevoel in de keel tot gevolg.

## Angst voor braken
Iemand zien braken of het horen van de bijbehorende geluiden wekt wereldwijd afschuw op, zo bleek uit een onderzoek in 2007. Waar de meeste mensen braken vervelend zullen vinden, is het voor sommige mensen een ware fobie. Deze angst voor overgeven heet emetofobie.

## Synoniemen
Er bestaat in het dagelijks taalgebruik een aantal synoniemen voor braken. Dit zijn meestal volkse en eerder pejoratieve termen, hoewel er ook eufemismen bij zijn.
- Overgeven (neutrale term)
- Emesis (wetenschappelijke term)
- Kotsen (dysfemisme)
- Spugen (vooral gebruikt bij zieke kinderen)
- Vomeren (Frans leenwoord, archaïsme en eufemisme)
- Over je nek gaan (dysfemisme)
- Spauwen, spuwen of barfen (vooral in Vlaanderen)